# Ovládací prvek (GUI)

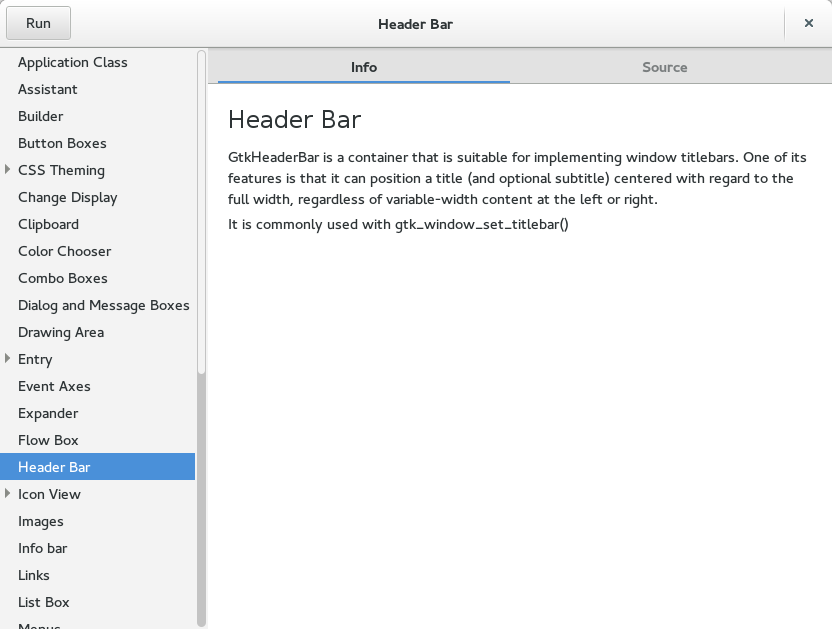
gtk3-demo, ukazuje ovládací prvky v GTK+ verze 3.

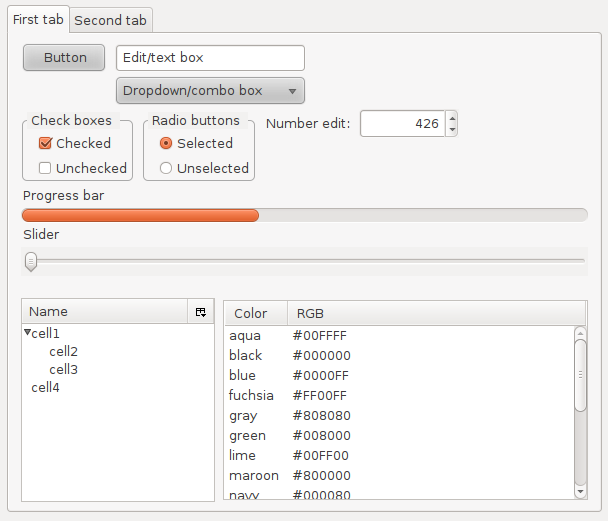
Různé ovládací prvky.

Ovládací prvek (anglicky widget nebo control) je prostředek pro interakci uživatele s počítačovým programem v grafickém nebo textovém uživatelském rozhraní na počítači. Ovládací prvek je vizuálně ztvárněn a obvykle slouží pro ovládání programu a manipulaci s daty.
Widgety bývají označovány za virtuální ovládací prvky, pro odlišení od fyzických, hardwarových zařízení (klávesnice, myš, tablet, joystick, světelné pero, apod.).
Desktop widget je malá specializovaná GUI aplikace, kterou lze umístit na pracovní ploše, a která může napodobovat jeden nebo několik ovládacích prvků. Zpravidla poskytuje některé vizuální informace (zobrazování hodin, kalendáře, zpravodajství) a/nebo nabízí jednoduchý přístup k často používaným funkcím a aplikacím, jako kalkulačka, zapnutí a vypnutí Wi-Fi apod.
Ovládací prvky lze slučovat; často používaným složeným prvkem je dialogové okno, které může zobrazovat text (např. informaci nebo chybové hlášení) nebo umožňovat vložit jeden nebo více údajů a pomocí tlačítek vybrat způsob pokračování. Dialogové okno může být modální, které neumožňuje pokračovat v programu, dokud není ukončen dialog (např. tlačítkem OK), nebo nemodální, které průběžně vrací řízení programu a umožňuje uživateli interaktivně působit na program.

## Vlastnosti
Charakteristickou vlastností widgetu je poskytnout jedinou interakci pro přímou manipulaci v daném okruhu dat. Jinými slovy, widgety jsou základní vizuální stavební kameny, které v kombinaci s aplikací drží všechny údaje zpracované dle používání a čekají na další interakci.

## Historie a použití
Rodina běžně opakovaných widgetů se vyvinula pro udržení obecných informací na základě Palo Alto Research Center Inc. výzkumu pro Xerox Alto User Interface. Rozdílné implementace těchto widgetů jsou často zabalené společně ve widget toolkits, které programátoři používají k vyvíjení grafického uživatelského rozhraní (GUIs). Většina operačních systémů obsahuje sadu předpřipravených widgetů, které programátor může zahrnout v aplikaci, a specifikuje, jak se mají chovat. Každý typ widgetu je obvykle definován jako třída objektově orientovaného programování (OOP). Proto mnoho widgetů jsou odvozené z dědičných tříd.
V souvislosti s aplikací může být widget povolen nebo zakázán v daném okamžiku. Povolený widget má schopnost reagovat na události tak, jako je stisk kláves nebo myš. Widget, který nemůže reagovat na události, je považován za zakázaný. Vzhled zakázaného widgetu je typicky rozdílný oproti widgetu povolenému; zakázaný widget může být vykreslen světlejší barvou nebo může být vizuálně skryt mimo plochu.
Widgety jsou někdy kvalifikovány jako virtuální, aby se odlišily od jejich fyzických protějšků. Příkladem je virtuální tlačítko, na které můžeme kliknout ukazatelem X versus fyzické tlačítko, které můžeme zmáčknout prstem.
Souvisejícím, ale rozdílným konceptem je widget pracovní plochy. Malá, specializovaná aplikace grafického uživatelského rozhraní, která poskytuje nějaké vizuální informace anebo usnadňuje přístup do častých používaných funkcí jako hodiny, kalendář, zprávy, kalkulačka a poznámky.

## Etymologie
Používání slova „widget“ vysvětlovaného jako „window gadget“ pro ovládací prvky uživatelského rozhraní má kořeny v projektu Athena v roce 1988. Toto slovo bylo vybráno proto, protože všechny jiné běžné termíny již byly zatíženy nevhodnými konotacemi. Pojem „widget“ se však používal v americké angličtině kolem roku 1920 jako obecný pojem pro jakékoliv užitečné zařízení, zejména jako produkt určený k prodeji. Jde o variaci slova „gadget“ používaného námořníky pro malé mechanické nástroje, pomůcky nebo součásti, jejichž jméno neznali nebo si nebyli schopni vybavit.

## Seznam běžných ovládacích prvků
- Výběrové a zobrazovací prvky
  - Tlačítko (button)
    - Přepínací tlačítko (toggle button)
    - Zaškrtávací pole (check box)
    - Přepínač (radio button)

  - Šoupátko (slider)
  - Výběrový seznam (listbox)
  - Celočíselný inkrement (numeric updown, spinner)
  - Rozbalovací seznam (drop-down list)
  - Menu (nabídka)
    - Místní nabídka (context menu)
    - Koláčová nabídka (pie menu)

  - Lišta s menu, též lišta nabídek (menu bar)
  - Panel nástrojů (toolbar)
  - Pás karet (ribbon)
  - Kombinované pole (combobox)
  - Adresní řádek (address bar)
  - Ikona (icon)
  - Strom (tree view)
  - Mřížka (grid view)

- Navigace
  - Panel, záložka s ouškem (tab)
  - Posuvník (scrollbar)

- Textový vstup
  - Textové pole (textbox, free text)
    - Vstupní pole, jednořádkové pole (input)
      - Adresní řádek (address bar)

    - Volný text, oblast pro víceřádkový text (text area)

  - Kombinované pole, výběr z omezeného číselníku hodnot (combobox)
    - Rozbalovací seznam, pro právě jednu hodnotu (pull-down, drop-down list, pick-box)
    - Výběrový seznam, pro i vícero hodnot (list-box, multi choice, omnibox)

- Výstup
  - Popisek (label)
  - Kontextová nápověda (tooltip)
  - Balónová nápověda (balloon help)
  - Stavový řádek (status bar)
  - Indikátor průběhu (progress bar)
  - Informační řádek - (infobar)

- Okna
  - Okno (window)
    - Modální okno (modal window)
    - Dialogové okno (dialog box)
    - Palette window
      - Inspekční okno (inspector window)